# Lee Yoo-hyung
Pour les articles homonymes, voir Lee.
Lee Yoo-hyung est un joueur et entraîneur de football sud-coréen né le 21 janvier 1911 à Sinchon en Corée et mort à Séoul le 29 janvier 2003.

## Biographie
Il a la particularité de compter une sélection en équipe nationale japonaise en 1940.
Lee Yoo-Hyung joue après la Seconde Guerre mondiale avec la sélection nationale sud-coréenne. Il devient par la suite sélectionneur de l'équipe de Corée du Sud, avec laquelle il remporte la Coupe d'Asie des nations 1956.
Il dirige également l'équipe de Corée du Sud lors des Jeux olympiques d'été de 1948 et lors de la Coupe d'Asie des nations 1964.

## Palmarès d'entraîneur
- Vainqueur de la Coupe d'Asie des nations en 1956 avec l'équipe de Corée du Sud
- Troisième de la Coupe d'Asie des nations en 1964 avec l'équipe de Corée du Sud